# Campoplex melanostictus
Campoplex melanostictus is een insect dat behoort tot de orde vliesvleugeligen (Hymenoptera) en de familie van de gewone sluipwespen (Ichneumonidae). De wetenschappelijke naam van de soort werd in 1829 voor het eerst geldig gepubliceerd door Johann Ludwig Christian Gravenhorst.